# Любартович, Валерий Анатольевич
Валерий Анатольевич Любартович (род. 9 августа 1944, Москва) — педагог и учёный высшей школы России в сфере технологии и оборудования для переработки полимерных материалов. Профессор Московского политехнического университета (Московский политех).

## Биография
Родился в Москве. Окончил механический факультет органических производств Московского института химического машиностроения (МИХМ) в 1966 году, инженер-механик по специальности «Машины и аппараты химических производств». В 1970—1971 гг. учился в очной аспирантуре МИХМ. Кандидат технических наук (1971), старший научный сотрудник (1975), доцент (1980). С 1975 года — ассистент и доцент, с 1998 года — профессор кафедр «Полимерное машиностроение» и «Полимерсервис» МИХМ, (с 1997 года — Московского государственного университета инженерной экологии (МГУИЭ). В 1978—1981 гг. — ответственный секретарь приемной комиссии МИХМ, с 1983—2012 год — декан факультета вечернего образования МГУИЭ, с 2012 по 2021 год — профессор кафедры «Полимерное машиностроение» Университета машиностроения — Московского политехнического университета.
Автор учебника для вузов, публикаций в ведущих научных журналах, 20 научно-популярных книг и брошюр.
Известен трудами по региональной истории города Москвы, московской православной старине, жизнеописаниями выдающихся москвичей, истории московских образовательных учреждений. Совместно с Е. М. Юхименко подготовил к публикации редкий образец купеческой мемуаристики — воспоминания крупного коммерсанта и промышленника рубежа XIX—XX вв. Н. А. Варенцова.
Автор биографических и тематических статей в многотомных научно-энциклопедических изданиях: «Большая Российская энциклопедия», «Православная энциклопедия», «Немцы России», «Москва», «Экономическая истории России с древнейших времен до 1917 года», «Московская энциклопедия т. I. Лица Москвы» и других.
Член совета Московского краеведческого общества, разработчик концепции герба Басманного района ЦАО г. Москвы, утверждённого районным собранием 13 мая 1998 г.
Член Музейного совета МГУИЭ, один из создателей Музея истории университета, автор эмблемы МГУИЭ, утверждённой Роспатентом 18 апреля 2011 г. в качестве товарного знака вуза.

## Награды и премии
- Бронзовая медаль ВДНХ СССР (31 марта 1971) — за достигнутые успехи в развитии народного хозяйства СССР
- Знак «Ударник одиннадцатой пятилетки» (6 января 1986)
- Медаль «В память 850-летия Москвы» (26 февраля 1997)
- Макариевская премия I степени в номинации «История Москвы» (13 июля 2001) — за книгу «Дворец Куракина на Старой Басманной и его культурное пространство»[10]
- Почетный диплом МГУИЭ «Золотой Атлант» — за большой научный вклад в сохранении исторического наследия Москвы и университета (2002)
- Нагрудный знак «Почетный работник высшего профессионального образования Российской Федерации» Минобразования РФ (1 апреля 2003) — за заслуги в области образования
- Патриаршая грамота Русской Православной Церкви (27 мая 2004) — в благословение за усердные труды во славу Русской Православной Церкви
- Орден Русской Православной Церкви преподобного Сергия Радонежского III степени (18 января 2004) — во внимание к трудам и в связи с престольным праздником кафедрального собора Богоявления Господня города Москвы
- Диплом номинанта конкурса «Общественное призвание» ЦАО г. Москвы в номинации «Малая родина» (2006)
- Премия имени А. Н. Косыгина Российского союза товаропроизводителей (23 апреля 2007) — за большие достижения в решении проблем развития экономики России
- Золотой знак отличия «Во благо просвещения» МГУИЭ (21 июля 2010) — в ознаменование заслуг перед МИХМ-МГУИЭ за 50 и более лет учебно-трудовой деятельности в вузе
- Орден Украинской Православной Церкви святителя Димитрия (Туптало), митрополита Московского (24 сентября 2010) — за заслуги перед Украинской Православной Церковью[11]
- Орден Русской Православной Церкви преподобного Серафима Саровского III степени (28 февраля 2012) — во внимание к помощи по реставрации Богоявленского кафедрального собора г. Москвы
- Почетное звание «Заслуженный работник высшей школы РФ»[12]
- Диплом номинанта XI Всероссийского конкурса региональной и краеведческой литературы «Малая Родина» 2015 года — за документально-историческое исследование «Дом на Первой Мещанской, в начале…»[13]
- Памятная наградная медаль Российской академии образования (РАО) «Василий Львович Пушкин. 250 лет» (27 апреля 2016)[14]
- Императорская памятная медаль «Юбилей всенародного подвига. 1613—2013», учреждённая Главой Российского Императорского Дома Е.И.В. Государыней Великой Княгиней Марией Владимировной. Право ношения медали определено свидетельством N5328 от 3/16 октября 2016 года Канцелярии Е.И.В. в Москве
- Императорский и Царский орден Святого Станислава второй степени. Награждён именным указом Главы «Российского Императорского Дома» Марии Владимировны Романовой от 4/17 июля 2022 года «в воздаяние заслуг перед Отечеством и Русской Православной Церковью, за многолетнее служение на ниве просвещения». Наградная грамота № 17/СП-2022, заверенная А. Н. Закатовым.

## Родословие
Дед по отцу — Константин Адамович Любартович, занимался строительством железных дорог в Западной Сибири. Бабушка — Лаура Адольфовна Прусс, родилась в немецкоязычной лютеранской семье литовца и латышки, преподавала немецкий язык в коммерческом училище в Витебске. По линии Пруссов Валерий Любартович приходится двоюродным племянником историку Владимиру Пруссу и троюродным братом журналистке Ирине Прусс.
Современная фамилия Любартович является сокращённым вариантом двойной фамилии Любартович-Княжище и вошла в родовое употребление в годы революции 1917 года и Гражданской войны. Род возник в XV в. на территории Великого княжества Литовского, его основателем был зажиточный смоленский шляхтич Юган Любартович-Княжище (1460 — ок. 1520 гг.), имевший земельные владения в Смоленском, Витебском и Могилевской воеводствах. История потомственного дворянского рода не прерывалась шесть столетий и насчитывает до настоящего времени 18 поколений.
Указом главы «Российского Императорского Дома» Марии Владимировны Романовой от 28 февраля / 13 марта 2021 года Валерий Анатольевич Любартович утверждён в древнем дворянстве рода предков его, Любартовичей-Княжищев, издревле принадлежавших к шляхте Витебского воеводства, а с 1772 года поступивших в подданство Российской Империи. Тем же указом утверждено определение Витебского Провинциального Земского суда от 29 января 1773 года и Витебского Дворянского Депутатского Собрания от 21 сентября 1817 года и от 3 июня 1833 года о признании предков его в российском дворянстве со внесением его с семейством и однородцами, в законных браках рождённых, в шестую часть новой Общероссийской дворянской родословной книги.
4 августа 2021 года за родом Любартовичей Высочайше утвержден герб, разработанный Герольдией и именуемый «Леварт» («Lewart»). Герб представляет собой червленый щит с восстающим серебряным с черными пятнами леопардом, коронованным золотом. Щит увенчан дворянским коронованным шлемом с нашлемником в виде выходящего леопарда. Намет: червленый с серебром.

### Учебники
- Басов Н. И., Казанков Ю. В., Любартович В. А. Расчет и конструирование оборудования для производства и переработки пластмасс. Учебник для вузов. — М.: Химия, 1986. — 488с. — 6000 экз.

### Журнальные публикации
- Басов Н. И., Леонов А. И., Любартович В. А. и др. Анализ ячеечной модели уплотнения реактопластов в форме при литье под давлением//Теор. основы хим. технологии. 1972. № 1. с 80-86
- Bassow N.Y., Yu.W.Kazankov, Liubartowitsch W.A. u.a. Versuchung des Formungsvorgang beim Spritzgissen von duroplastischen Formmassen//Kunststoffe. Bd.65. H.11 1975. s. 31-38 (на нем. яз.)
- Басов Н. И., Казанков Ю. В., Любартович В. А. и др. Гидродинамика процесса течения реактопласта в форме при литье под давлением//Теор. основы хим. Технологии 1975. № 5. с. 736—742.
- Басов Н. И., Казанков Ю. В., Любартович В. А. и др. Механика движения сухосмешанной композиции в винтовом канале//Теор. основы хим. технологии. 1981. № 5. с. 713—721;
- Любартович В. А., Любартович С. А., Столбов В. В. Теоретический анализ процесса экструзии полимеров через вибрационную головку//Теор. основы хим. технологии. 1984. № 4. с. 561—562.
- Любартович В. А., Любартович С. А., Столбов В. В. Анализ температурно-временных зависимостей подвулканизации резиновых смесей//Теор. основы хим. технологии. 1986. № 3. с. 332—338.
- Басов Н. И., Казанков Ю. В., Любартович В. А. и др. О сжатии аномально- вязкого пористого материала, заключенного между двумя параллельными пластинками//Теор. основы хим. технологии. 1992. № 3. с. 406—411.
- Любартович В. А. Фонд имени Л. А. Костандова в Московском государственном университете инженерной экологии//Химическое и нефтегазовое машиностроение. 2008. № 6. с. 48.
- Любартович В. А. Александровское коммерческое училище в Москве//Московский журнал: История государства Российского. 1996. № 10. с. 34-40
- Любартович В. А. Керамика Абрамцева в техническом университете//Химия и жизнь — XXI век. 2001. № 10. с. 62-66
- Любартович В. А. Московские патриаршие и митрополичьи резиденции в 1917—1945 годах//Журнал Московской Патриархии. 2003. № 7. с. 62-96
- Любартович В. А. Образ Креста в отечественной ставрографии//Наше наследие. 2004. № 72. с. 166

### Научно-популярные публикации (книги, брошюры)
- Басов Н. И., Любартович В. А., Любартович С. А. Контроль качества полимерных материалов. — Л.: Химия, 1977. — 96с. — 6700 экз.
- Басов Н. И., Бондарь В. А., Любартович В. А. и др. Техника безопасности при переработке пластмасс. — М.: Химия, 1978. — 158с. — 12400 экз.
- Басов Н. И., Любартович В. А., Любартович С. А. Виброформование полимеров. — Л.: Химия, 1979. — 160с. — 2500 экз.
- Басов Н. И., Казанков Ю. В., Любартович В. А. и др. Интенсификация литья под давлением реактопластов и резин. — Л.: Химия, 1980. — 128с. — 3300 экз.
- Басов Н. И., Любартович В. А., Любартович С. А. Контроль качества полимерных материалов. Изд. второе, перераб. — Л.: Химия, 1990. — 112с. — 5480 экз. ISBN 5-7245-0518-5
- Кол. авторов под редакцией Н.И. Басова. Техника переработки пластмасс. Справочник. — Москва: Химия, 1984. — 528 с. — 6800 экз.
- Каталымов А. В., Любартович В. А. Дозирование сыпучих и вязких материалов. — Л.: Химия, 1990. — 240с. — 5900 экз. ISBN 5-7245-0534-7
- Арзуманова О. И., Любартович В. А., Нащокина М. В. Керамика Абрамцева в собрании Московского государственного университета инженерной экологии. — М.: Жираф, 2000. — 224с. — 3000 экз. ISBN 5-89832-017-2
- Государственный человек: Леонид Костандов — инженер, учёный, руководитель химической промышленности СССР/авт.-сост. В. А. Любартович. — М.: ИКЦ «Академкнига», 2005. — 255с. — 1000 экз. ISBN 5-94628-233-6
- Любартович В. А. МИХМ — МГУИЭ: Логика развития. — М.: МГУИЭ, 2007. — 120с. — 1000 экз. ISBN 978-5-99-00345-5-6
- Любартович В. А. Дворец Куракина на Старой Басманной и его культурное пространство. — М.: МГУИЭ, 1999. — 240 с. — 300 экз. ISBN 5-230-11158-5
- Варенцов Н. А. Слышанное. Виденное. Передуманное. Пережитое./ Вступ. статья, сост., подготовка текста и коммент. В. А. Любартовича и Е. М. Юхименко — М.: Новое литературное обозрение. I изд. 1999. — 848с. [тираж не обозначен]. ISBN 5-86793-0548, II изд. 2011. — 848с. [тираж не обозначен] ISBN 978-5-86793-861-1
- Любартович В. А., Юхименко Е. М. На земле Басманной слободы. — М.: ОАО «Типография Новости», 1999. — 186с. — 2000 экз.
- Любартович В. А., Юхименко Е. М. Собор Богоявления в Елохове: История храма и прихода. — М.: ЦНЦ «Православная энциклопедия», 2004. — 312с. — 5000 экз. ISBN 5-89572-012-9
- Любартович В. А., Юхименко Е. М. Немецкий купеческий род Прове: два века с Москвой. — М.: Издательский дом ТОНЧУ, 2008. — 248с. — 2000 экз. ISBN 978-5-91215-020-3
- Божий дар отца Матфея: Пастырский путь протопресвитера Матфея Стаднюка / авт.-сост. В. А. Любартович. — М.: ОАО «Типография Новости», 2010. — 216с. — 3000 экз. ISBN 978-5-88149-442-1
- Ктитор Патриаршего собора: Путь церковного служения Николая Семеновича Капчука/авт-сост. В. А. Любартович. — М.: ОАО «Типография Новости», 2011. — 208с. — 1500 экз. ISBN 978-5-903612-23-9
- Любартович В. А. Москва на рубеже XIX - XX веков. Почтовая открытка. — Москва: Интербук-бизнес, 2012. — 88 с. — 2000 экз. — ISBN 978-5-89164-241-6.
- Любартович В. А. Промышленная экология. Экологизация производства изделий из полимерных материалов. Учеб. пособие. — М.: Университет машиностроения, 2014. — 100 с. — 100 экз. ISBN 978-5-94099-125-0
- Любартович В. А. Дом на Первой Мещанской, в начале… (Улица моего детства в 1950-х гг.) — М.: Издательский дом ТОНЧУ, 2014. — 336 с. — 300 экз. ISBN 978-5-91215-112-5
- Машиностроение: Комплексный терминологический словарь/Гл. ред. А. В. Николаенко, авт.-сост. А. В. Анкин, Т. Я. Анохина … В. А. Любартович и др. — М.: Издательский центр «Азбуковник», 2014. — 750с. — 500 экз. ISBN 978-5-91172-096-4, проект РГНФ N12-34-10428а
- «Большая химия» Владимира Листова/авт.-сост. В. А. Любартович — М.: Издательский дом ТОНЧУ, 2016. — 94с. — 270 экз. ISBN 978-5-91215-138-5

## Историко-документальный архив
На основании решения Центральной экспертно-проверочной комиссии Главного архивного управления Москвы в 2024 г. принадлежащее В.А. Любартовичу обширное личное собрание творческих, биографических и изобразительных документов по истории столичного города признано имеющим значительное общественное, научное и культурное значение. В Отделе хранения документов личных собраний  ГБУ «Центральный государственный архив Москвы»  образован его персональный фонд Л-419, который составили более 200 условных дел из документов, принятых безвозмездно от фондообразователя  для постоянного хранения. В состав фонда вошли документы по истории московских Басманной и Мещанской слобод, церковному краеведению, истории образовательных учреждений города, биографиям выдающихся москвичей, общественно-культурной жизни Москвы 1960- 2000-х гг., подготовительные материалы к публикациям по истории изучения застройки городских пространств и быта их обитателей .